# Línea C-9 (Cercanías Madrid)

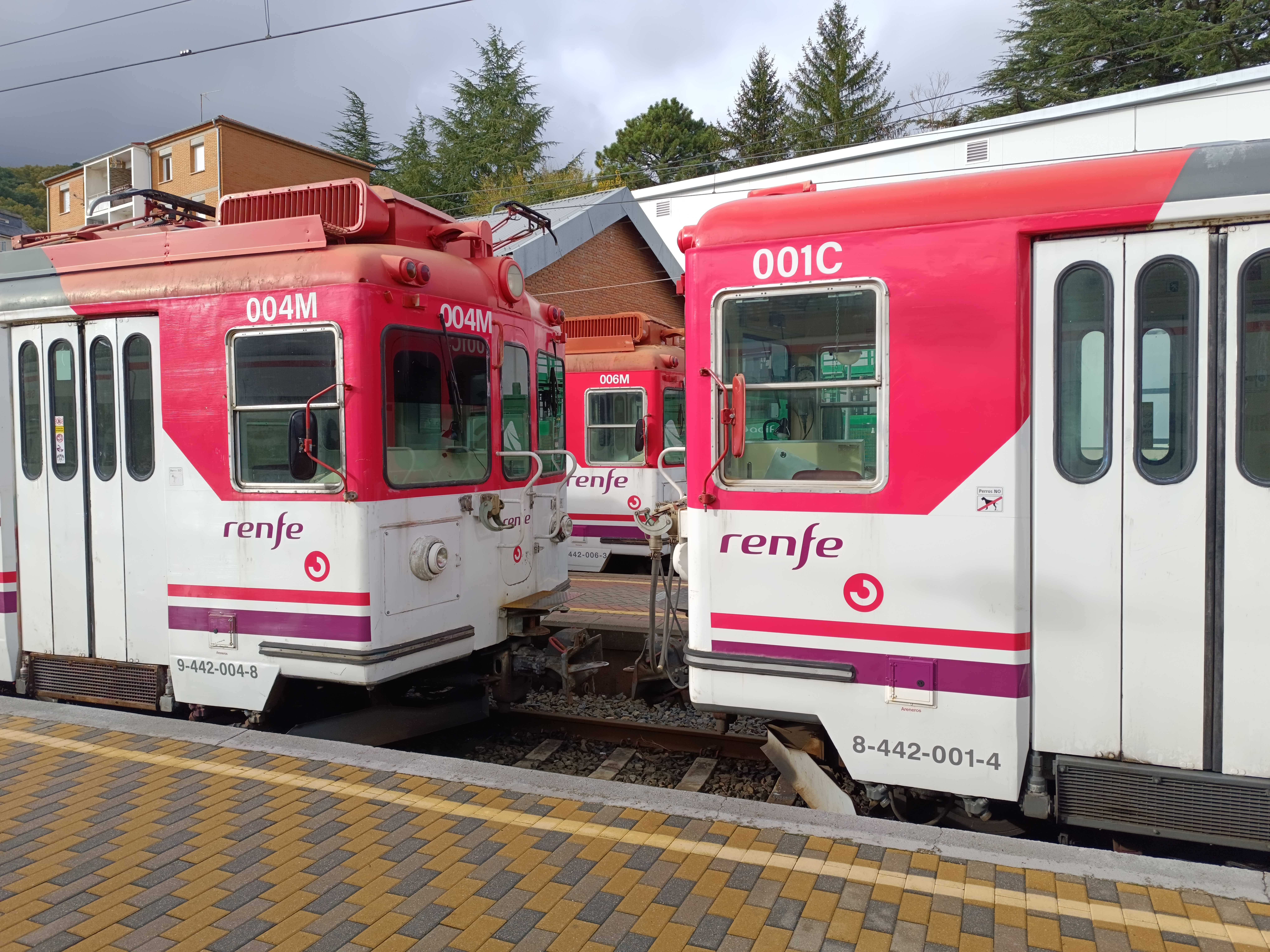
Estación de Cercedilla. Serie 442 de Renfe, en el año 2023.

La línea C-9 de Cercanías Madrid, también conocida como Ferrocarril Eléctrico del Guadarrama, Ferrocarril de Cotos o Ferrocarril Cercedilla - Cotos, recorre 19 km por las laderas de la zona central de la sierra de Guadarrama (Sistema Central).
La línea comienza en la estación de Cercedilla (en la localidad y municipio homónimo) junto a la línea Villalba-Segovia, en el noroeste de la Comunidad de Madrid (España), y termina en la estación de Cotos, perteneciente al municipio segoviano de Real Sitio de San Ildefonso, junto al Puerto de Cotos, un paso de montaña de 1830 m s. n. m. de altitud que comunica la Comunidad de Madrid con la provincia de Segovia. La línea tiene como punto intermedio la estación de Puerto de Navacerrada, situada a 1.765 m s. n. m. en las proximidades del puerto de Navacerrada (1.858 m s. n. m.), un conocido centro de montañismo y estación de esquí.
Hasta el 31 de diciembre de 2012 esta línea fue la única de vía métrica (1000 mm) de la red gestionada por Adif; también fue la última línea, de las gestionadas por este organismo, que se encuentra electrificada a 1500 Vcc. La única conexión que tiene la línea con el resto de la red de ferrocarril de Cercanías Madrid es con la línea C-8 en la estación de Cercedilla, la cual, en tiempos de la antigua compañía propietaria de la línea, se denominaba internamente como "Cercedilla - Empalme".

## Historia
La idea de construir un ferrocarril que enlazase una de las estaciones de la extinta Compañía del Norte con el Puerto de Navacerrada surgió durante la segunda década del siglo XX entre varios grupos de excursionistas y amantes de la sierra que no veían otra forma de facilitar el acceso a las cumbres del Guadarrama.

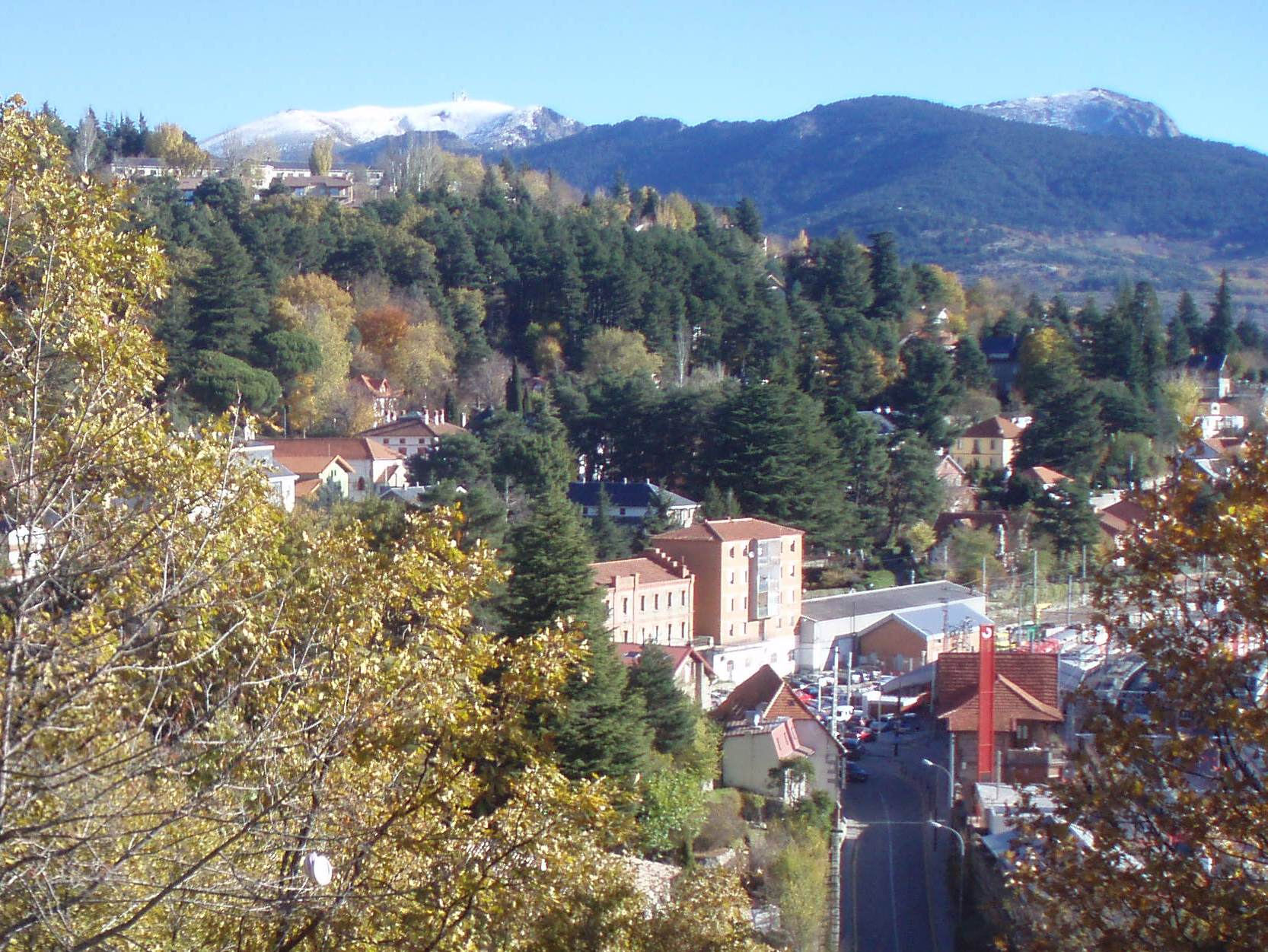
Zona residencial de Cercedilla. En el extremo inferior derecho de la imagen se ve la estación de Cercedilla, punto de partida de la Línea C-9. En el último plano de la fotografía se pueden observar las montañas de la Bola del Mundo y La Maliciosa.

### Nacimiento y primeros tiempos
Por este motivo, el 5 de junio de 1917 se constituye el Sindicato de Iniciativas del Guadarrama, con la intención de construir "un tranvía de tracción eléctrica" hasta el Puerto de Navacerrada. El S.I.G. estudió distintos itinerarios para llegar en tren al puerto de Navacerrada: desde Collado Villalba, desde Collado Mediano, desde Cercedilla e incluso desde Madrid, solución que se abandonó rápidamente por su coste inabordable. La solución de Collado Villalba tenía la ventaja de empalmar con la línea General del Norte, de mayor actividad que la línea Madrid-Segovia con la que empalmaban las soluciones de Cercedilla y Collado Mediano, pero su recorrido era mayor y por tanto resultaba más cara. Finalmente se adoptó la línea con origen en Cercedilla porque era la línea más corta y recorría un paisaje más atractivo que las otras soluciones. El proyecto del nuevo ferrocarril fue redactado por el ingeniero de caminos José de Aguinaga y Keller, en cuyo honor se nombra una calle de Cercedilla junto a la cual circula la línea.
Tras el otorgamiento de la concesión por Real Orden del 23 de febrero de 1919, el 2 de abril de 1919 el Sindicato de Iniciativas del Guadarrama se convierte en la "Sociedad Anónima del Ferrocarril Eléctrico del Guadarrama", con la ya clara intención de realizar las obras y actuaciones necesarias para lograr acercar el puerto de Navacerrada a todos los madrileños. Las obras comenzaron en octubre de 1919, tras las debidas gestiones para ocupar los terrenos expropiados. La situación social en España durante aquellos años y, muy especialmente, la dureza del clima (que sólo permitía trabajar 6 meses al año) hicieron que el avance de las obras se produjera muy lento, no concluyéndose las mismas hasta bien entrado el año 1923. Tras la oportuna inspección por las autoridades pertinentes, la línea recibió el visto bueno para su apertura durante el mes de julio de 1923, cuya inauguración aconteció el 12 de julio de 1923, con material móvil de la serie 100 (suizos), abriéndose al público el 11 de agosto de 1923, empezando así una tranquila existencia durante la cual los tráficos de viajeros aumentarían hasta tal punto que el material motor resultaba insuficiente.

### Segunda República y Guerra Civil
Durante la década de 1930 existieron diversos proyectos para mejorar y ampliar la línea, entre otros objetivos ya se hablaba en el seno de la Sociedad de acometer la ampliación hasta el puerto de Los Cotos y a continuación ejecutar la bajada, a través del valle del Lozoya, hasta la estación de Gargantilla-Lozoya. Sin embargo, lo que más urgía era ampliar la potencia de la subestación de Siete Picos, a través de una línea de alta tensión desde los "Saltos del Alberche", en las proximidades de El Espinar. Poco antes del estallido de la Guerra Civil (1936 - 1939), el tenso clima sociopolítico hizo que el servicio se interrumpiera en septiembre de 1935, limitándose a partir de entonces la actividad de la línea a una circulación por sentido y día para evitar averías en vehículos e instalaciones por permanecer sin uso durante largo tiempo.
Durante la Guerra Civil el establecimiento del frente a ambos lados de la cordillera del Guadarrama propiciaron que el FEG se encontrara en una zona en la cual se preveía una gran intensidad de combates, sin embargo esta situación nunca llegó a darse. Aunque el servicio regular se encontraba suspendido desde antes de la Guerra, el ayuntamiento de Cercedilla tomó la decisión de trasladar las funciones de la escuela a Camorritos, para lo cual se empleaba uno de los coches motores, que subía a los niños por la mañana y los devolvía por la tarde, aprovechando la circulación para llegar hasta el puerto de Navacerrada a modo de máquina exploradora.

### Posguerra y años difíciles
Tras la guerra, el servicio de viajeros se reanudó en 1940, a la vez que se recibía el material solicitado a CAF en 1936 (un coche motor y dos remolques). Lo más destacable de este periodo fue la construcción del edificio de viajeros de la estación de Puerto de Navacerrada, dado que hasta entonces se utilizaba como tal el Hotel Victoria, construido junto a la estación y gravemente dañado durante la contienda. Asimismo, es de destacar la sustitución de los carriles originales por otros de mayor peso, reutilizándose los retirados como improvisados postes para la línea aérea.
La explotación durante este periodo se llevaba a cabo de una forma muy precaria, motivada por la escasez de material móvil. La propia carencia de trenes obligaba a la Compañía a utilizar éstos de manera intensiva, siendo las averías más frecuentes de lo deseable, averías que dejaban uno de los coches motores inútil y obligaba a los otros dos a trabajar de forma aún más (si cabe) intensiva. Todo parecía que el F.E.G. iba a "morir de éxito", puesto que la inmensa mayoría de ocupantes de un tren de RENFE (normalmente un doble composición de la serie 433, es decir, 4 coches) tenían que apretarse en un tren de, a lo sumo, 2 coches, dando una nefasta imagen del servicio. Fue durante esta época difícil cuando su explotación fue cedida a RENFE.

### RENFE y prolongación
Ante la dificilísima situación atravesada por el servicio y por la propia Empresa, y ante la manifiesta utilidad de la línea en caso de bloqueo en la carretera, el 30 de marzo de 1954 el Estado adquirió e integró en la RENFE la línea del Ferrocarril Eléctrico del Guadarrama, pasando RENFE de ser mera explotadora del servicio a ser la propietaria de la línea. Una vez bajo la tutela estatal, y con la supervivencia de la línea asegurada, se iniciaron las obras de prolongación hasta el Puerto de Cotos, dando comienzo las obras en 1959. Para pasar bajo el Puerto de Navacerrada se excavó un túnel de 671 metros, inaugurándose las obras el 30 de octubre de 1964, acto que fue aprovechado para presentar el nuevo material móvil adquirido por el Estado para reforzar al material original de la línea. El proyecto de este segundo tramo fue realizado por el ingeniero de caminos Ángel del Campo Francés.

#### Túnel de Los Cotos
Dado que estaba previsto que el trazado continuase hasta Gargantilla de Lozoya (la sección Puerto de Navacerrada - Los Cotos se denominaba como "Sección n.º 1" dentro del proyecto de la ampliación, denominándose el tramo Los Cotos - Gargantilla de Lozoya como "Sección n.º 2"), en el Puerto de Los Cotos se inició la construcción de un túnel que permitiría pasar bajo la divisoria del puerto, sin embargo dado que la finalización de la línea hasta Gargantilla de Lozoya se aplazó "sine die" el túnel quedó sin concluir (sólo está abierta una de las bocas), encontrándose actualmente cerrado con unos portones metálicos, dado que se emplea como cocherón para albergar diverso material ferroviario que no cabe en la explanada de Cercedilla.

### Modernización de la línea y el material motor
En los años 1973 a 1975 se remozó toda la vía, modernizando el trazado y sustituyendo los postes de sustentación de la catenaria, reemplazándose la catenaria de tipo tranviario de la sección original Cercedilla - Puerto de Navacerrada, consiguiendo así que el ferrocarril ganara velocidad. También se modernizó y remozó el material móvil en diferentes etapas, de forma que la duración del viaje de Cercedilla al Puerto de Navacerrada se ha acortado considerablemente desde la inauguración del ferrocarril hasta el día de hoy.

#### Proyectos fallidos de prolongación
El plan completo del ferrocarril del Guadarrama era más extenso que los tramos construidos. Un ramal bajaba desde el puerto de Cotos al valle del Lozoya, pasaba por el Monasterio del Paular y conectaba con el Ferrocarril directo Madrid-Burgos en Gargantilla de Lozoya. Otro ramal bajaba desde el mismo puerto a La Granja de San Ildefonso, seguía hasta Segovia, y conectaba allí nuevamente con la línea Madrid-Segovia. Este plan está abandonado sin que haya ninguna previsión de abordarlo en un futuro. Tan sólo queda como recuerdo de estos intentos de ampliación el túnel n.º 2 de la línea, el del Puerto de Cotos, que sólo fue calado por su vertiente segoviana, como se ha dicho.
Existieron en el área de la Sierra de Guadarrama otros ferrocarriles de vía estrecha ya desaparecidos: el de Collado Villalba a las canteras del Berrocal (próximas a Becerril de la Sierra) por Moralzarzal, utilizado fundamentalmente para el transporte de piedra; y el de Fuencarral a Colmenar Viejo que servía de acceso a la zona este de la Sierra de Guadarrama y que coincidía con el primer tramo del Ferrocarril directo Madrid-Burgos, pero desapareció mucho antes de que se inaugurara esta línea.
Tras la conversión de la Sierra del Guadarrama en parque nacional han aparecido diversas reivindicaciones que abogan por la ejecución de las obras de prolongación hasta la vecina estación de esquí de Valdesquí, para así dotarla de un medio de transporte público, masivo e inmune a las inclemencias meteorológicas y evitar el uso del transporte por carretera, mucho más agresivo hacia el medio ambiente que el ferrocarril.

### La modernización definitiva: unidades 442
Aprovechando el cierre temporal para su renovación, el material motor también sufrió una gran transformación, al reemplazarse las cajas originales de los coches por otras nuevas construidas en acero, operación llevada a cabo por Talleres Sunsundegui e Hijos S.A., sita en la localidad navarra de Alsasua. Sin embargo, esta fue una solución provisional hasta la contratación, en 1974, de una nueva serie de unidades de tren para la línea, denominada como serie 442. Los tres primeros coches motores llegaron en 1976, mientras que sus respectivos remolques lo hicieron en 1977. Posteriormente se contrató un segundo lote de 3 unidades, que propiciaron la baja en el Parque de las unidades serie 431.

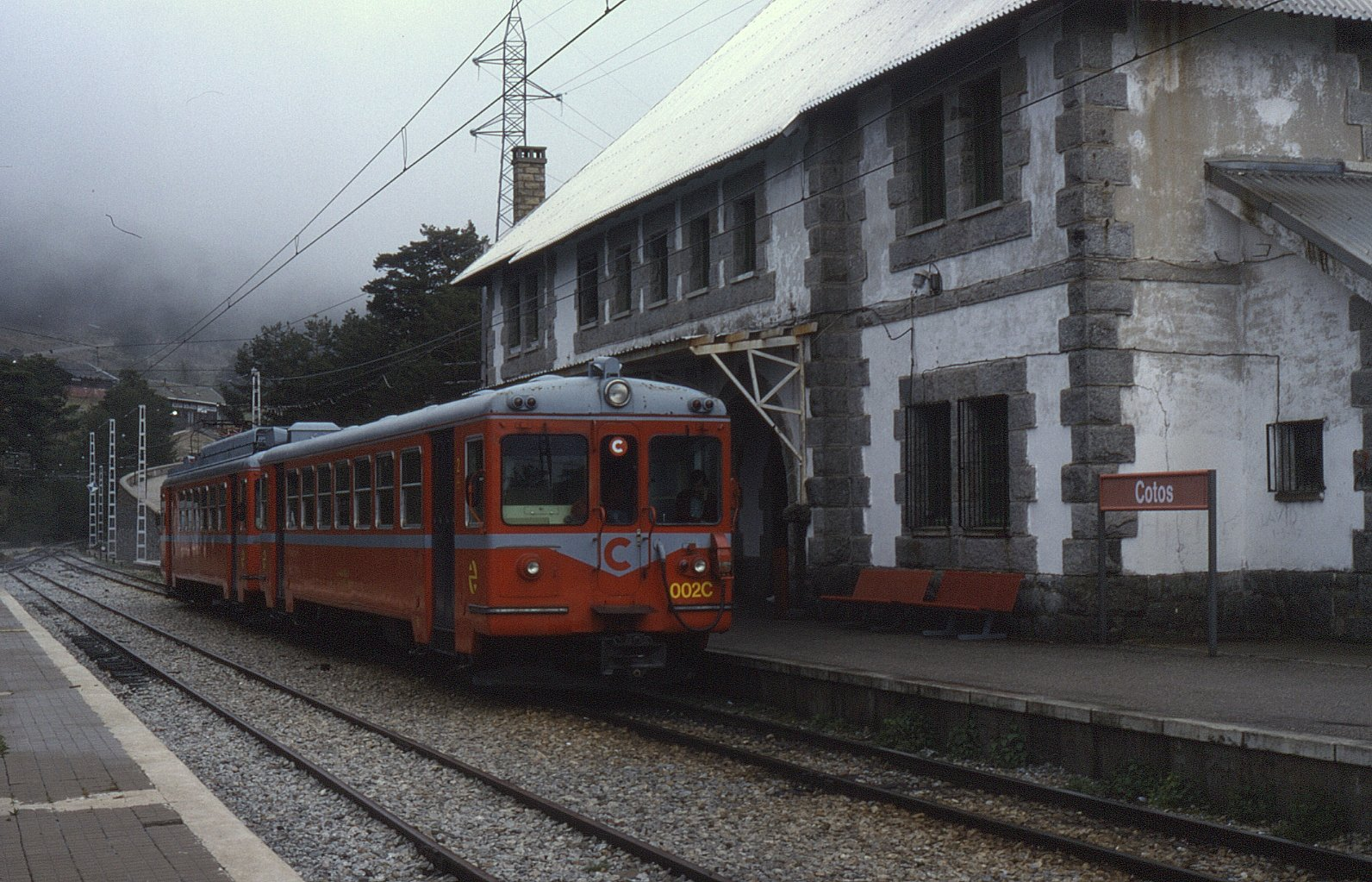
Estación de Cotos en 1997

### Cercanías y actualidad
Con la creación de las unidades de negocio en RENFE, la línea pasó a ser gestionada por la UN de Cercanías con la denominación C-9 y el color naranja, la cual procedió a diferenciar tarifariamente la línea, cobrando el mismo importe independientemente del trayecto realizado, lo mismo daba adquirir el billete en Madrid y llegar a Cercedilla para empalmar con el Eléctrico que solicitar parada en Cercedilla - Pueblo y apearse en Camorritos.
Durante la década de 1990 "El Eléctrico" vivió una época bastante tranquila, únicamente es digna de mención una ligera variación en el esquema de pintura que sufrieron algunas unidades 442, hasta que en 1997 se decidió cambiar radicalmente la imagen de estos trenes, con un nuevo esquema de pintura acorde con la identidad corporativa de Cercanías RENFE. En 1999 un descarrilamiento producido por el estado de la vía propició el cierre temporal de la línea mientras se procedía al reacondicionamiento y saneamiento de la vía.
En el año 2002 la línea de ferrocarril estrecho sufrió daños por una riada debido a una espectacular tormenta, pero fueron reparados. En la actualidad esta línea lleva también el sobrenombre de "El tren de la Naturaleza", ayudando a la sensibilización de los más pequeños en un viaje que les aproxima al macizo de Peñalara y a su centro de interpretación.
Desde el verano de 2011, la línea dejó de prestar servicio en la mayor parte de sus estaciones efectuando parada solamente en Cercedilla, Puerto de Navecerrada y Los Cotos.
Con fecha de 20 de noviembre de 2011, Renfe cerró de modo indefinido el tramo que conecta el Puerto de Navacerrada con Los Cotos por "obras de mejora en la estación de Cotos". A partir del 17 de junio de 2012, se reanudó el servicio a Cotos, tras haberse remodelado y mejorado los andenes, bordillos y marquesina, entre otros, de esta estación.
La línea se mantuvo cerrada entre el 14 de marzo de 2020 y el 2 de septiembre de 2022 por obras de remodelación de la misma, precisamente reabriendo pocos meses antes de la conmemoración del primer centenario de la inauguración de la línea.
En mayo de 2023 la empresa Adif sacó a licitación por 16 millones de euros la renovación integral de la línea.Las obras contemplaron la renovación de balasto, traviesas y carriles en toda la línea, la mejora de algunas trincheras, la construcción de nuevos muros de contención y el recrecido de algunos existentes para mejorar la protección de la línea. Además, se repusieron los pasos a nivel y los pasos de cruce entre andenes. También se aplicaron cambios mínimos en el trazado para favorecer una mayor velocidad.Las obras se adjudicaron en noviembre de 2023 por 14,9 millones de euros.
El 6 de mayo de 2024 la línea cerró para acometer obras de renovación integral, con una duración estimada de un año. Además, se aprovechó el cierre de la infraestructura para llevar a cabo la retirada de la Serie 442, que será sustituida por trenes de nueva fabricación comprados en 2020.

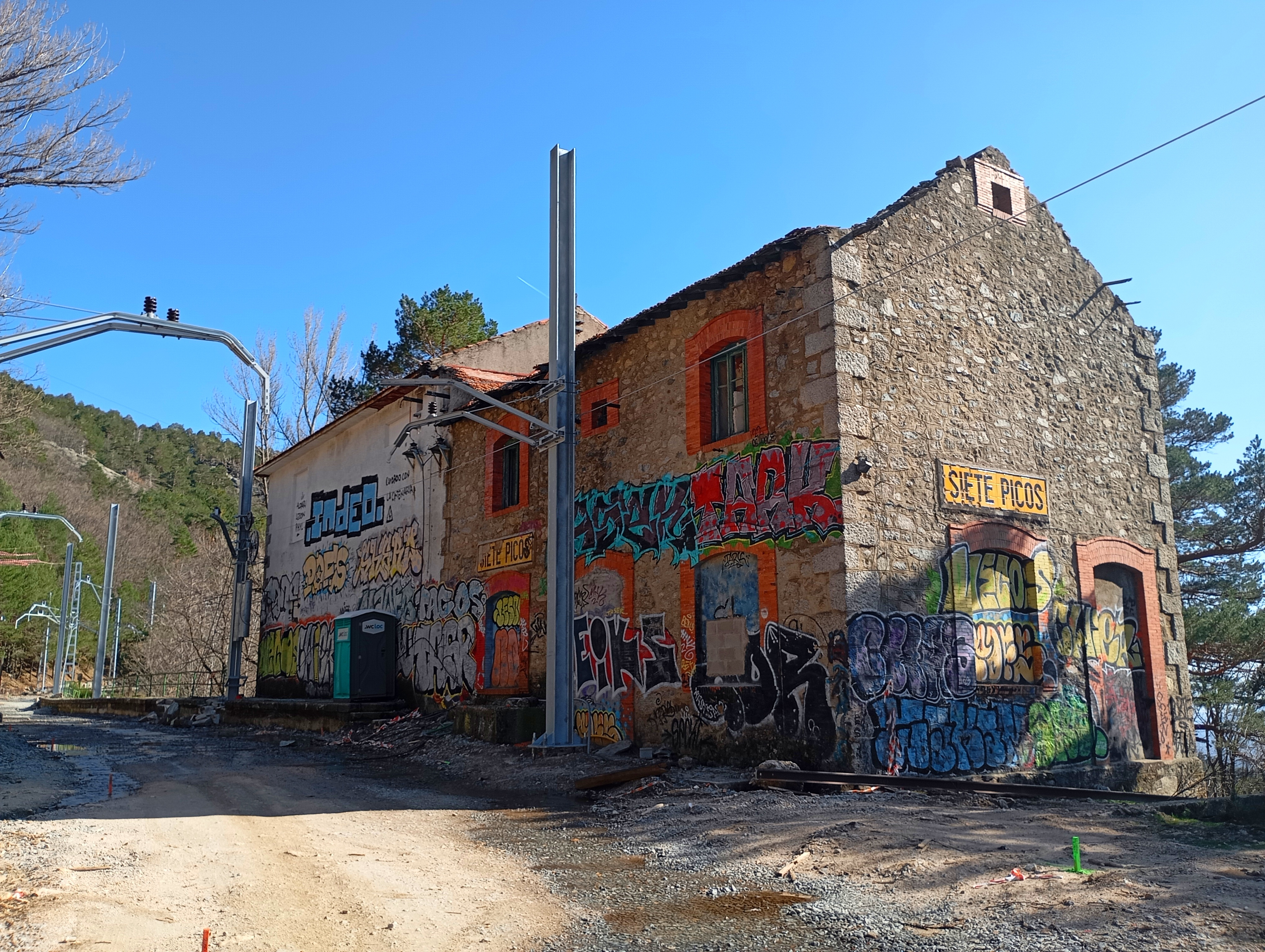
Estación de Siete Picos a mediados de 2025 durante las obras de remodelación de la línea: totalmente llena de pintadas y en avanzado estado de ruina

El 15 de diciembre de 2024 la línea cambió su color en la señalética de naranja a marrón, coincidiendo con la renovación del plano de Cercanías Madrid.
A fecha de julio de 2025 la obra de remodelación está todavía bastante lejos de finalizarse sin explicaciones oficiales y la Estación de Siete Picos fue incluida el 4 de este mes en la Lista roja de patrimonio en peligro por Hispania Nostra, asociación declarada de utilidad pública, dado el abandono institucional que el vandalismo y deterioro del paso del tiempo han llevado al peligro de derrumbe, una situación de ruina que las obras en curso están agravando.

## Material móvil

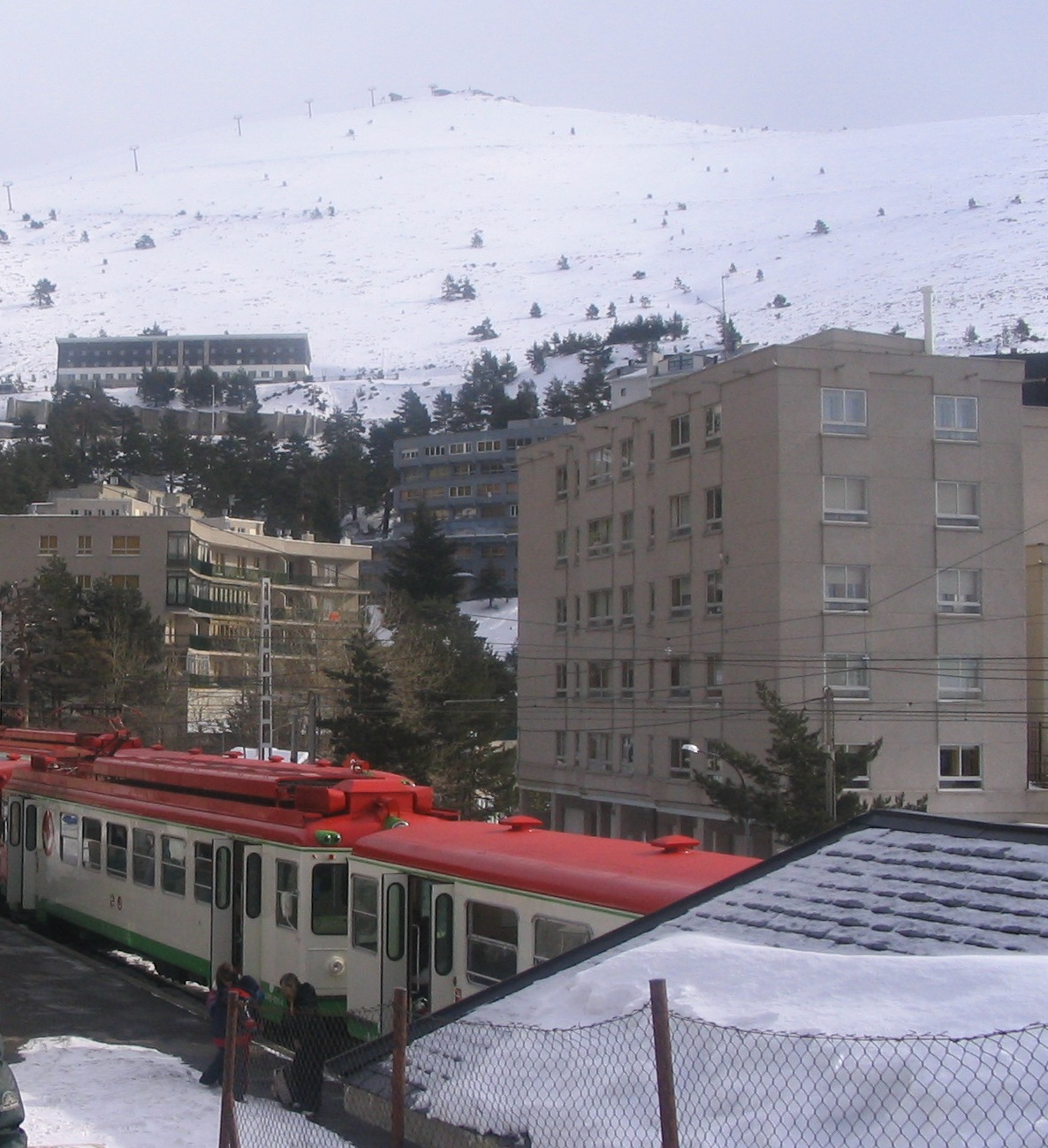
Unidad 442 en la estación de Puerto de Navacerrada.

Para el servicio de viajeros (principal objeto de esta línea), a lo largo de los años han sido tres las generaciones de material motor eléctrico que han prestado servicio de viajeros en la línea del Fc. Eléctrico del Guadarrama.
Serie 100. Los Suizos
La primera generación se puso en servicio a la vez que la línea, y estaba formada por dos automotores (WM-1 y WM-2) y dos remolques (WR-1 y WR-2) adquiridos en Suiza a Brown Boveri y Secheron. Debido a la larga experiencia de la industria ferroviaria suiza en material motor para líneas de montaña, la dirección de la Sociedad Anónima del Ferrocarril Eléctrico del Guadarrama decidió adquirir los vehículos en el país helvético.
Finalizada su construcción en 1922, no llegaron a la línea hasta 1923, cuando se produjo la inauguración del recorrido entre Cercedilla y Puerto de Navacerrada.
Con este material se formaron dos unidades en formato Mc+R, si bien en ocasiones un coche motor se quedaba en Cercedilla y el otro subía con los dos remolques. Posteriormente, ante el aumento de la demanda, se solicitaron nuevos coches a CAF, entonces "Compañía Auxiliar de Ferrocarriles". Concretamente, en el pedido se solicitaba un tercer automotor (WM-3) y dos remolques (WR-3 y WR-4); debido a la guerra civil española, este material no fue entregado hasta bien entrado 1940. Durante los años 40 la explotación fue cedida de manera "temporal" a RENFE, quien, a partir de 1948, renumeró el material como M-101 a M-103 y R-101 a R-104, manteniendo la S.A. del Ferrocarril del Guadarrama la titularidad de la línea. Tras el paso de este ferrocarril a RENFE, el material móvil fue nuevamente renumerado como serie W.M.-101 a 103 los coches motores y W.R.-101 a 104 los remolques.
Los vehículos estaban constituidos por un bastidor de acero apoyado sobre dos bogies de dos ejes; sobre el bastidor se encontraba montada la estructura de la carrocería, realizada en madera de roble y teca con algunas partes hechas de acero. Las paredes estaban hechas con listones de teca, estando la parte exterior recubierta de plancha de acero. Los coches motores disponían de dos cabinas de conducción, detrás de las cuales se encontraban dos plataformas de acceso. En el centro del coche se situaba otra plataforma de acceso, la cual dividía el coche en dos salones, uno con plazas de segunda clase y otro con plazas de tercer. Los coches remolques eran muy similares, pero carecían tanto de cabinas de conducción como de plataforma central, estando el interior del coche ocupado por un amplio salón con plazas de tercera. Al carecer de cabinas de conducción que hicieran reversible la composición, al finalizar el trayecto el coche motor se desenganchaba y realizaba la maniobra de inversión de marcha, para acoplarse por el extremo opuesto del remolque y reanudar el servicio en sentido contrario.
Tras la adopción de la numeración UIC por parte de RENFE, los vehículos motores fueron renumerados como 431-501-6, 431-502-4 y 431-503-2, mientras que los remolques mantuvieron la antigua numeración sin recibir la nueva. En 1973 la línea fue cerrada para proceder a la renovación de la vía y el trazado, aprovechándose la suspensión temporal del servicio para renovar el material móvil, con la incorporación de nuevas carrocerías, construidas por Sunsundegui. Tras la reapertura de la línea, los coches motores lucían la matriculación UIC, siendo ésta la correspondiente a los números 431-501 a 503, mientras que los remolques continuaron con la matriculación antigua. El coche remolque WR-4 fue reconvertido en vagón-plataforma para el transporte de material de vía y obras. Tras la llegada de las unidades 442 en 1976, los 431 continuaron en servicio hasta 1982, año de su retirada definitiva del servicio.
Serie 110. Los Automotores "Estado"
De cara a mejorar el servicio de las líneas de vía estrecha electrificadas, el Estado contrató en la década de 1960 con la Sociedad Española de Construcción Naval el suministro de trenes de tracción eléctrica formados por un coche motor y un remolque. Dada la evidente carencia de material motor que sufría la línea, al Ferrocarril del Guadarrama se asignaron un total de 10 coches motores y dos remolques (números 3006 a 3015 y 6011 y 6012 respectivamente), sin embargo a Cercedilla sólo llegaron, en 1964, los dos remolques y los motores 3007 y 3011, permaneciendo los coches 3008, 3009 y 3010 en el depósito de material eléctrico de Príncipe Pío en una vía en estuche montada ex profes. Los restantes coches ni siquiera llegaron a Madrid, pues antes fueron reasignados a otras líneas. Los dos trenes que pudieron formarse circularon preferentemente en composición de coche motor con dos cabinas y un remolque (Mc+R). Tras diversos problemas de tracción y frenado (en un viaje de pruebas uno de los coches motores se quedó sin frenos y no pudo detenerse hasta casi hacer topes en Cercedilla) los Navales fueron relegados al tramo Puerto de Navacerrada - Los Cotos, de perfil mucho más suave, y finalmente fueron enviados a otras líneas en 1967, en las cuales acabaron sus días, recayendo de nuevo todo el peso del servicio en los vehículos suizos.
Serie 442

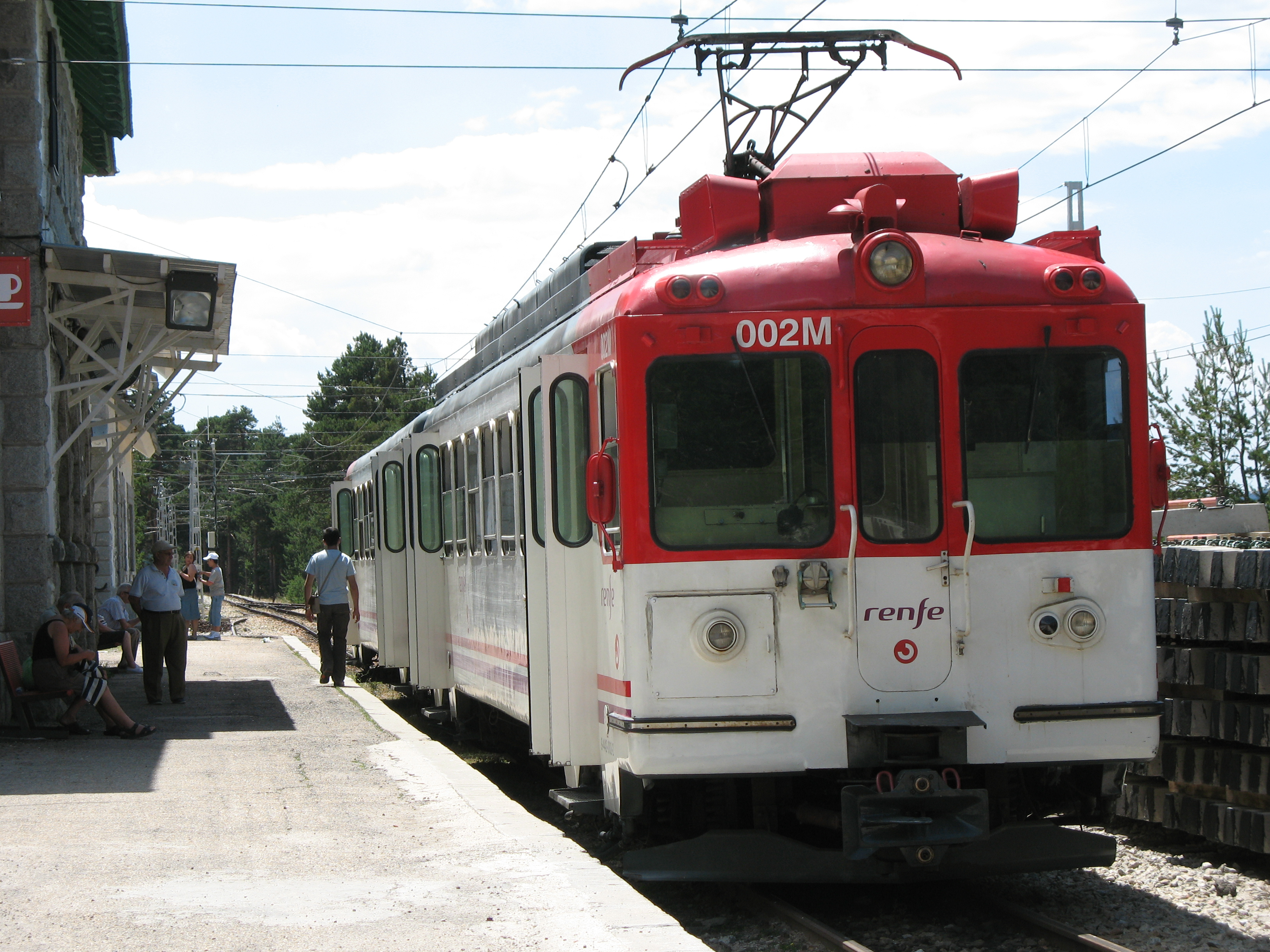
Tren de la Serie 442 de Renfe en la estación de Cotos.

Las unidades de la Serie 442 de Renfe fueron la tercera generación de material móvil de esta línea, retirándose en mayo de 2024 con 48 años en servicio. Los tres primeros trenes llegaron en 1976 y los otros tres en 1982.
Nueva serie de alpinos
En 2020 Renfe compró una nueva serie de 6 trenes para sustituir a la histórica Serie 442 de Renfe. Su entrada en circulación está prevista para 2025 y se conocen como "alpinos".
Locomotora 300-111 (quitanieves)
Para que las nieve caída durante el invierno no supusiese un obstáculo para la circulación (resulta paradójico que un ferrocarril construido para facilitar el acceso a los deportes de nieve no pudiese prestar servicio por estar su infraestructura completamente bloqueada), en 1967 llegó a la línea la locomotora 111. Numerada a partir de 1971 con la matrícula UIC 300-111-2 (la serie 300 es la destinada a los diversos tipos de máquinas quitanieves de la red de Adif, antes RENFE), es gemela de la locomotora de vía ancha 300-110, desguazada en el depósito de Fuencarral (Madrid) en noviembre de 2010 tras muchos años sin uso. Fabricada por Rolba en Zürich (Suiza), dispone de un motor diésel General Motors de cuatro tiempos que acciona un generador eléctrico, cuya misión es alimentar el motor eléctrico de tracción, el cual a su vez acciona los dos ejes del bogie (disposición B'). El cuerpo superior de la locomotora dispone de un dispositivo que permite a toda la caja girar 180° respecto al bogie, lo cual permite al molinillo trabajar en los dos sentidos. La caja de la locomotora está formada por un único capó, que aloja el motor diésel y el generador, y una cabina de conducción, situada en uno de los extremos del bastidor. Frente a esta cabina se sitúa el dispositivo de retirada de la nieve, formado por un molinillo accionado por el motor diésel. En origen la locomotora iba pintada en colores rojo (bastidor y dispositivo quitanueves) y naranja (cabina y capó), si bien en 2005, además de ciertas modificaciones en la cabina de conducción, recibió la decoración corporativa de Adif, cambio que ha rejuvenecido enormemente el aspecto general de la locomotora.
Dresinas de mantenimiento
Para el correcto mantenimiento de la infraestructura ferroviaria, la línea dispone de dos dresinas, la 010-113-9, dotada de una pequeña grúa en un extremo, y de la 000-803-7, dotada de un castillete para mantenimiento de la catenaria.
Vagones de mercancías
Aunque el tráfico de mercancías en esta línea ha sido meramente testimonial (hoy día completamente inexistente), desde los años 50 siempre ha existido una pequeña dotación de vagones de carga. En los años 50 se incorporaron dos vagones cerrados del tipo "J" de 10 toneladas de MMA, con sus ejes estrechados a 1000 mm y el apartado de tracción y choque adaptado para su remolque por los automotores suizos. Estos vagones dejaron de utilizarse con regularidad en los años 70, siendo desguazados a comienzos de los años 80.
A finales de los años 60 la caja del coche WR-104 fue desmontada para utilizar su bastidor y bogies como vagón plataforma, principalmente para el transporte de carriles. En 1985 se incorporaron, por mediación de FEVE, dos tolvas destinadas al acarreo y descarga de balasto. Este material se guarda en el túnel de Los Cotos cuando no se utiliza.

## Recorrido

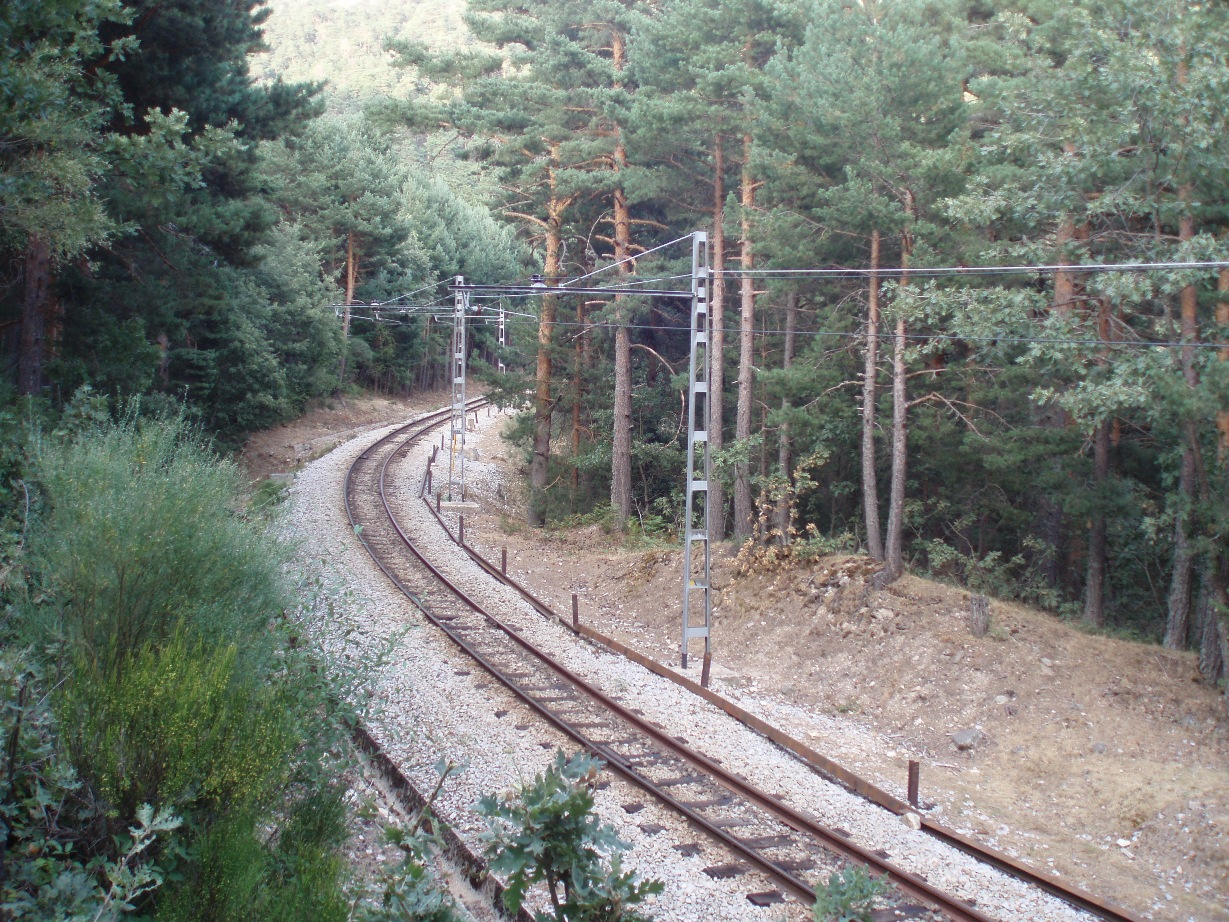
Vías de la Línea C-9 a su paso por la vertiente sur de Siete Picos.

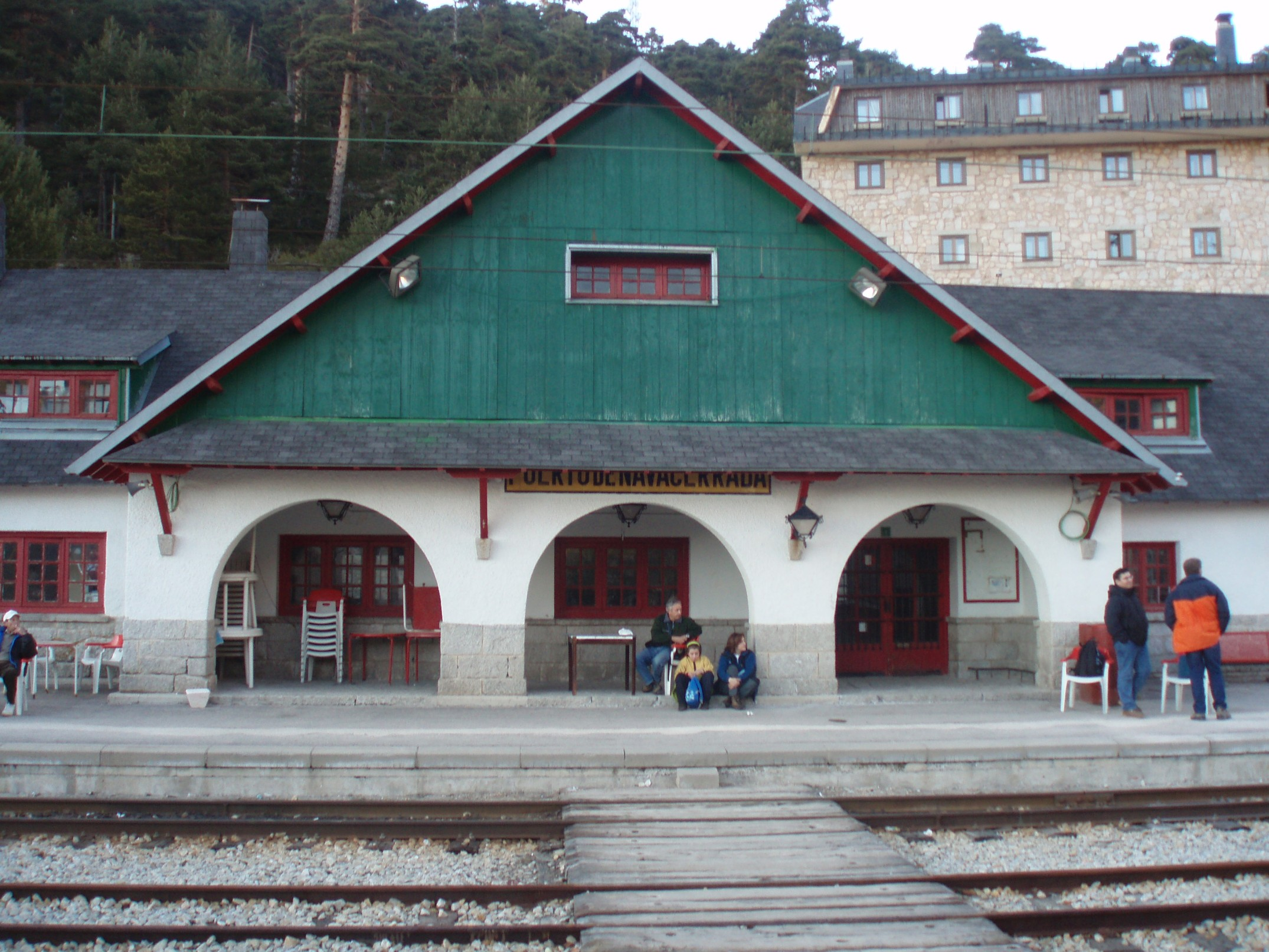
Fachada del lado vías del edificio de viajeros de la estación de Puerto de Navacerrada.

La línea comienza su recorrido en la estación Cercedilla, a 1.100 metros de altitud y situada al sur del valle de la Fuenfría. Este ferrocarril tenía una segunda parada en el apeadero de Cercedilla Pueblo, ubicado en el centro de Cercedilla, si bien esta parada fue suprimida en 2011, junto con la mayoría de los demás apeaderos del recorrido.
Acto seguido, el ferrocarril sale del citado municipio y comienza a ascender, en dirección noreste, por la ladera sur de los Siete Picos. Aquí se encuentran rampas de hasta 70 mm/m, lo que hace que los trenes que transitan la línea, las unidades 442, vayan al límite de sus posibilidades en simple adherencia. En esta zona cubierta de bosques de pino silvestre estaban las estaciones de Las Heras, Camorritos, Siete Picos y Collado Albo, ordenadas así según se asciende.

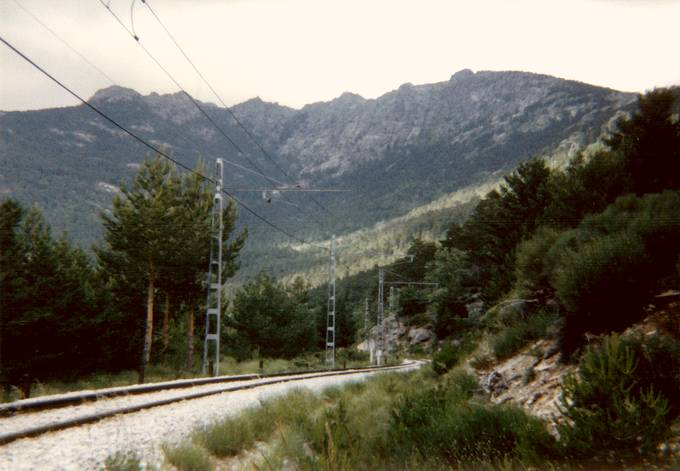
Vías de la línea C-9 con Siete Picos de fondo.

Después de subir por la ladera noroeste del valle de Navalmedio llega a la estación de Puerto de Navacerrada, la cual es considerada como estación intermedia de la línea (y única parada intermedia actualmente en servicio antes de llegar a destino), situada a una altitud de 1.765 metros. Pasada esta estación, el tren se adentra en un túnel que atraviesa el puerto. Tras éste, el ferrocarril circula por el valle de Valsaín (provincia de Segovia), en una zona en la que el recorrido es mucho menos agreste (pendientes máximas del 3% y curvas de mayor radio) y donde hay otro espeso bosque de pino silvestre. En esta zona hay otros dos apeaderos, Dos Castillas y Vaquerizas (ordenadas según se va a Cotos), ambas clausuradas actualmente. Después de estas dos, se accede a la última estación de la Línea C-9, Cotos, en el puerto de montaña del mismo nombre, situado a 1.819 metros de altitud, siendo ésta la más alta de la línea.
El tren tarda 26 min desde Cercedilla hasta el Puerto de Navacerrada, y desde Cercedilla a Cotos 41 min. Las tres estaciones de la línea en las que los trenes paraban siempre son las de "Cercedilla", "Puerto de Navacerrada" y "Cotos", el resto fueron paradas facultativas, es decir, en ellas sólo paraba el tren si algún pasajero lo solicitaba; en 2011 fueron clausurados todos estos apeaderos intermedios. La longitud total de la línea es de 18,2 km y salva un desnivel de 719 m porque pasa de los 1.100 m en Cercedilla a los 1.819 m s. n. m. del Puerto de Cotos. La pendiente media es ligeramente inferior al 4%. Los trenes pasan cada hora o cada dos horas, dependiendo del día y la hora. Todo el recorrido de la línea está en la "Zona Verde" de Cercanías Madrid, por lo que pertenece a la zona tarifaria más externa de toda la red. Como excepción al sistema tarifario general de las líneas de Cercanías está establecido un precio único desde cualquier zona de la red de Cercanías con la C-9, de 8,40 € por trayecto en el billete sencillo y 16,80 € en el ida y regreso.
Conecta con:
- Línea C-8b en la estación de Cercedilla.

## Estaciones
Nota: se muestran con fondo amarillo las estaciones que entrarán de nuevo en servicio tras las actuales obras de renovación, y con fondo gris las que permanecerán cerradas.
| Estación              | Acc. | Enlaces | Apertura                    | Municipio                   | Notas                                             |
| --------------------- | ---- | ------- | --------------------------- | --------------------------- | ------------------------------------------------- |
| Cercedilla            |      |         | 12 de julio de 1923         | Cercedilla                  | En obras de renovación desde el 6 de mayo de 2024 |
| Cercedilla Pueblo     |      |         | 1958                        | Cercedilla                  | En obras de renovación desde el 6 de mayo de 2024 |
| Las Heras             |      |         | 12 de julio de 1923         | Cercedilla                  | En obras de renovación desde el 6 de mayo de 2024 |
| Camorritos            |      |         | 12 de julio de 1923         | Cercedilla                  | En obras de renovación desde el 6 de mayo de 2024 |
| Siete Picos           |      |         | 12 de julio de 1923 de 1923 | Cercedilla                  | En obras de renovación desde el 6 de mayo de 2024 |
| Collado Albo          |      |         | 12 de julio de 1923         | Navacerrada                 | En obras de renovación desde el 6 de mayo de 2024 |
| Puerto de Navacerrada |      |         | 12 de julio de 1923         | Cercedilla                  | En obras de renovación desde el 6 de mayo de 2024 |
| Dos Castillas         |      |         | 29 de octubre de 1964       | Real Sitio de San Ildefonso | En obras de renovación desde el 6 de mayo de 2024 |
| Vaquerizas            |      |         | 29 de octubre de 1964       | Real Sitio de San Ildefonso | En obras de renovación desde el 6 de mayo de 2024 |
| Cotos                 |      |         | 29 de octubre de 1964       | Real Sitio de San Ildefonso | En obras de renovación desde el 6 de mayo de 2024 |

## Futuro
En julio de 2020 Renfe licitó un estudio que consistía en mejorar la línea, adquiriendo 6 nuevos trenes alpinos, así como la retirada de las unidades Serie 442 de Renfe, siendo sustituidos por nuevos trenes de ancho métrico. El cierre de la línea se efectuó el 6 de mayo de 2024 para acometer las obras incluidas en el Plan Integral de Mejora de los Servicios de Cercanías de Madrid, que incluye la rehabilitación de vía en la línea. Se contempla suprimir el bloqueo telefónico y sustituirlo por instalaciones de seguridad ASFA y tren tierra. Además se demolerán las estaciones actualmente clausuradas de Cercedilla Pueblo y Las Heras y los Castaños, renovándose las de Camorritos y Siete Picos, así como las de Cotos, Cercedilla (remodelación parcial) y Puerto de Navacerrada (remodelación integral). Por último, se renovarán los trenes de la línea, incorporando trenes de nueva generación, de mayor capacidad y mejor accesibilidad.